# Parapsyche bifida
Parapsyche bifida är en nattsländeart som beskrevs av Schmid 1959. Parapsyche bifida ingår i släktet Parapsyche och familjen ryssjenattsländor. Inga underarter finns listade i Catalogue of Life.